# Omar Rekik
Omar Rekik (arabe : عمر رقيق), né le 20 décembre 2001 à Helmond, est un footballeur international tunisien qui évolue au poste de défenseur central.
Il est le frère de Karim Rekik, également footballeur professionnel.

## Biographie
Rekik est né à Helmond, dans le Brabant-Septentrional aux Pays-Bas, d'un père tunisien et d'une mère néerlandaise,.

### Carrière en club
Omar Rekik fait partie de plusieurs grands clubs européens lors de sa formation, suivant son frère ainé Karim à Feyenoord, Manchester City, au PSV et à Marseille, avant de rejoindre l'équipe de Bundesliga du Hertha Berlin en 2017,.
Leurs carrières finissent cependant par diverger lors de la saison 2020-2021, Omar étant transféré à Arsenal en janvier 2021,,. Karim, joueur professionnel déjà depuis une dizaine d'années, avait lui rejoint l'équipe espagnole de Séville quelques mois plus tôt.

### Carrière en sélection
Alors que son frère Karim est déjà international néerlandais, Omar Rekik est sélectionné pour la première fois en sélection tunisienne avec les moins de 21 ans en octobre 2018, alors qu'il n'a que 16 ans, avant d'intégrer l'équipe des Pays-Bas des moins de 18 ans un mois plus tard.
Toutefois, Omar Rekik choisit finalement l'équipe nationale tunisienne en mai 2021, étant sélectionné par Mondher Kebaier aux côtés d'autres jeunes joueurs évoluant à l'étranger comme Hannibal Mejbri, Sebastian Tounekti ou Ali Youssef,. Il fait ses débuts internationaux seniors pour la Tunisie le 15 juin 2021, étant titularisé au sein du milieu de terrain lors de la victoire (1-0) en amical contre le Mali,. Sa première apparition en match international officiel a lieu lors de sa rentrée en jeu contre la Mauritanie en phase de poule de la CAN 2021.